# Hardcore '81
Hardcore '81 est le troisième album du groupe canadien de punk hardcore D.O.A.,,. C'est la première fois que le terme hardcore est utilisé pour désigner un certain style de punk rock, plus dur et radical.
En 2019, l'album a été nommé lauréat du vote du public du Polaris Heritage Prize,.

## Liste des pistes
Toutes les chansons sont écrites et composées par Joey "Shithead" Keithley, sauf indication contraire.
| 1.  | D.O.A.                                                   | 1:38 |
| 2.  | Unknown (Keithley, Chuck Biscuits)                       | 2:30 |
| 3.  | Slumlord                                                 | 1:55 |
| 4.  | Musical Interlude                                        | 0:22 |
| 5.  | I Don't Give a Shit                                      | 1:21 |
| 6.  | M.C.T.F.D.                                               | 1:38 |
| 7.  | Communication Breakdown (reprise de Led Zeppelin)        | 1:57 |
| 8.  | 001 Loser's Club (Brian Goble, Keithley, Dimwit, Werner) | 1:54 |
| 9.  | Fucked Up Baby                                           | 1:27 |
| 10. | The Kenny Blister Song                                   | 0:16 |
| 11. | Smash the State                                          | 1:32 |
| 12. | My Old Man's A Bum/Bloodsucker Baby (Keithley, Dimwit)   | 1:41 |
| 13. | Waiting for You                                          | 0:45 |

Certaines rééditions du CD de Hardcore '81 incluent quatre titres bonus issus de l'EP Don't Turn Yer Back (On Desperate Times) :
| 1. | General Strike (Keithley, Dave Gregg) | 3:36 |
| 2. | Race Riot                             | 1:06 |
| 3. | A Season in Hell (Goble)              | 2:34 |
| 4. | Burn It Down                          | 2:34 |

## Musiciens
- Joey "Shithead" Keithley - guitare solo, chant principal
- Dave Gregg - guitare rythmique, chœurs
- Randy Rampage - basse, chœurs
- Chuck Biscuits - batterie
- Tracy Marks - piano acoustique sur "Unknown" ; a également conçu l'album